# Bisbat de Mostar-Tomislavgrad

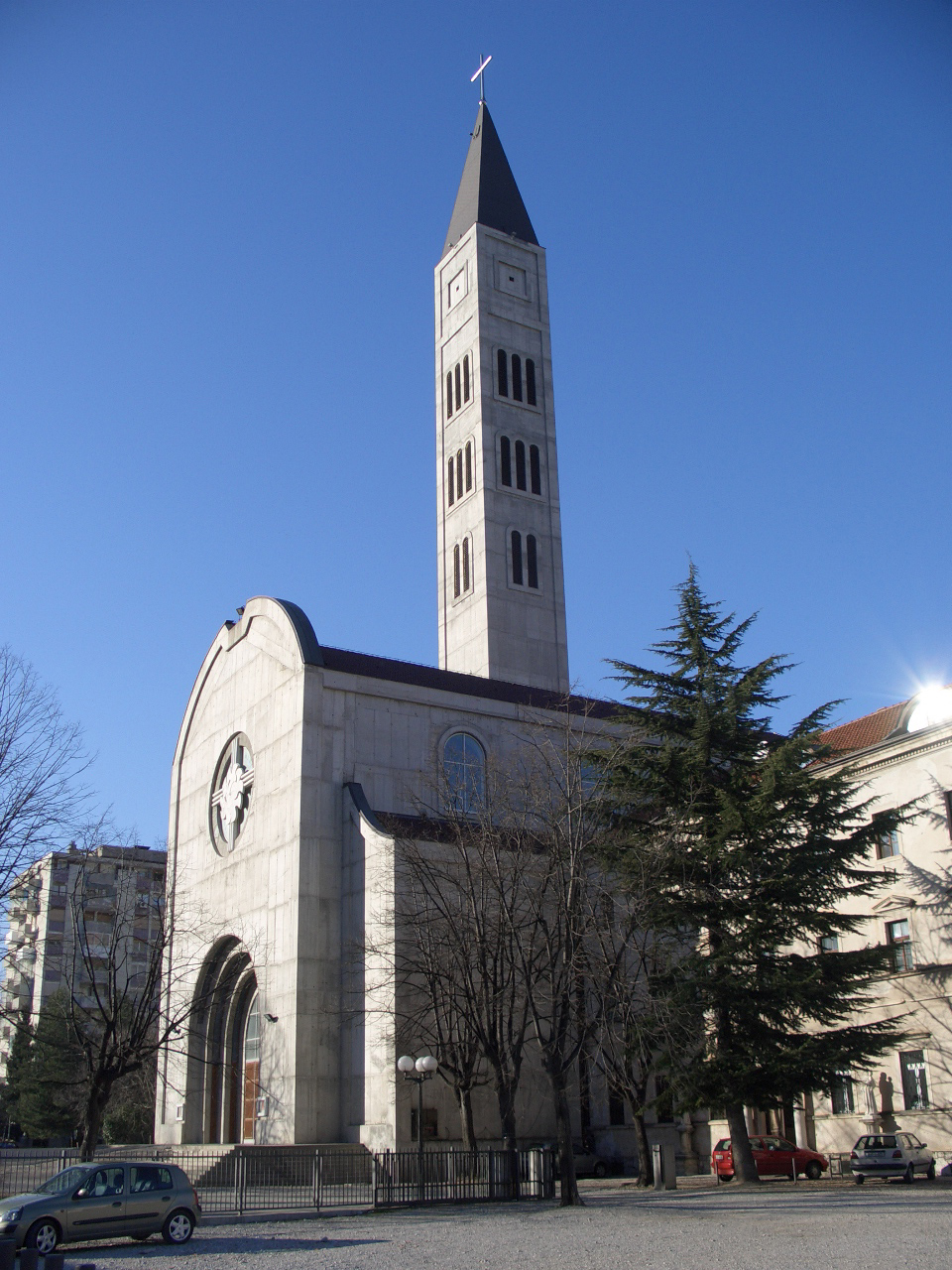
L'antiga catedral de Sant Pere i Sant Pau.

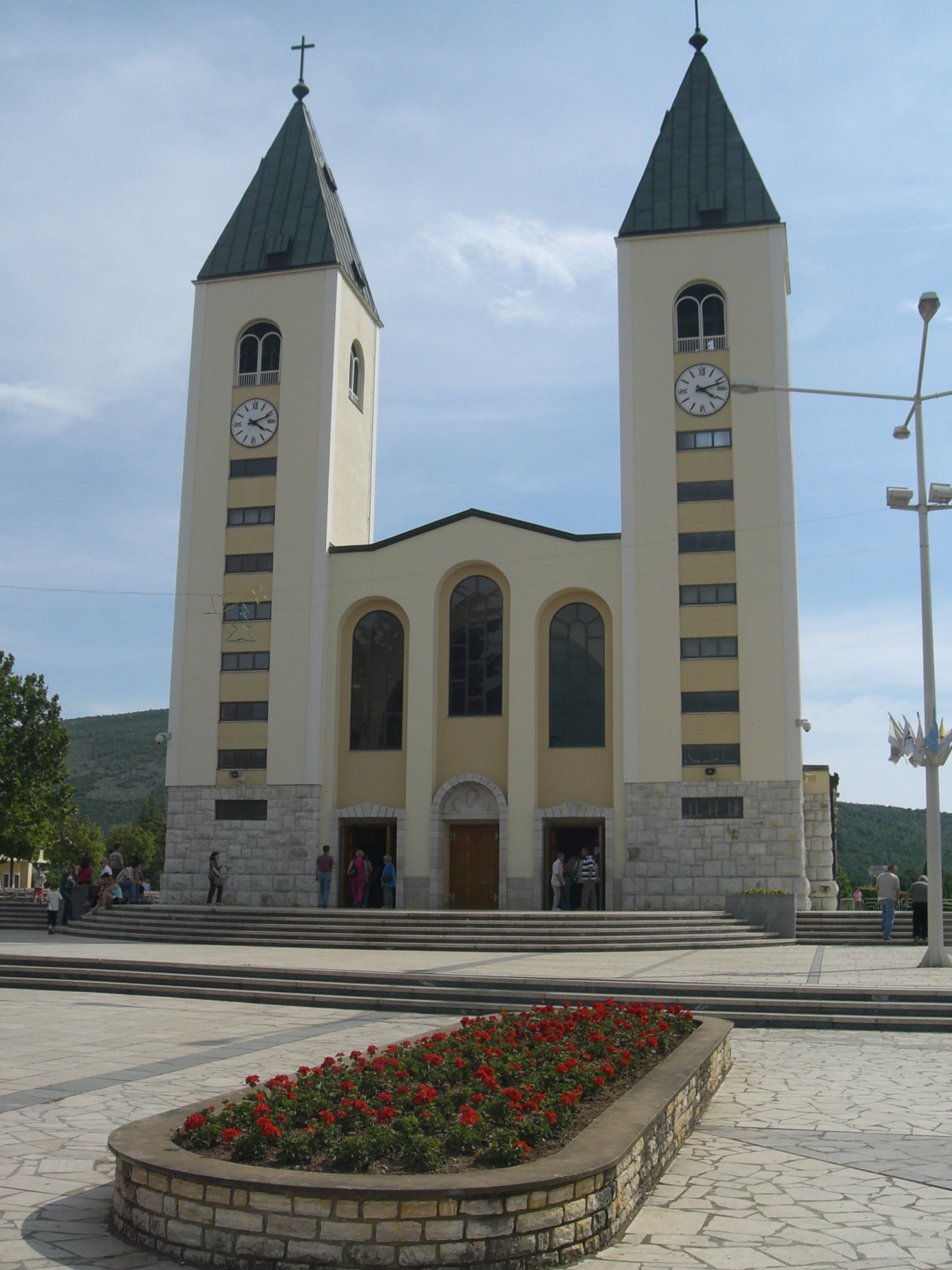
L'església parroquial de Međugorje.

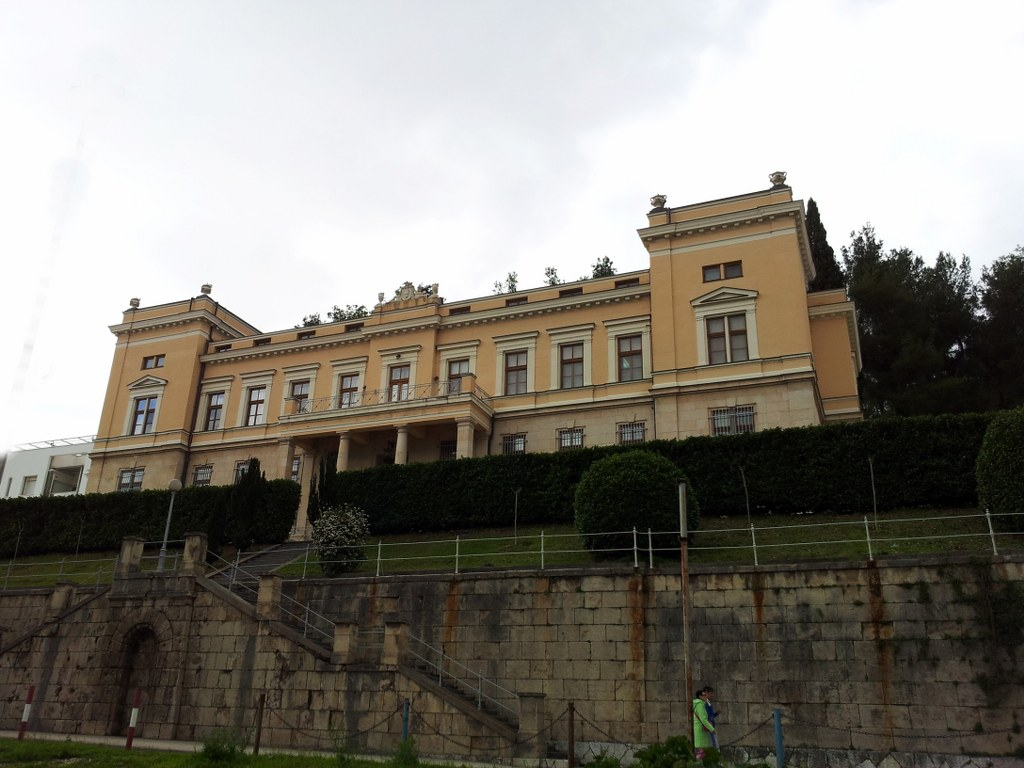
El palau episcopal de Mostar.

La diòcesi de Mostar-Tomislavgrad (bosnià: Mostarsko-duvanjska biskupija, llatí: Dioecesis Mandetriensis-Dumnensis o Dalminiensis) és una seu de l'Església catòlica a Bòsnia i Herzegovina, sufragània de l'arquebisbat de Sarajevo. Al 2016 tenia 197.656 batejats d'un total de 454.505 habitants. Actualment la seu es troba vacant, a le'spera que el bisbe electe Peter Palić en prengui possessió.

## Territori
La diòcesi comprèn la part septentrional d'Herzegovina.
La seu episcopal és la ciutat de Mostar, on es troba la catedral de Santa Maria Mare de l'Església.
El territori s'estén sobre 11.306 km² i està dividit en 82 parròquies; entre les quals es troba la parròquia de Međugorje, lloc de les presumptes aparicions marianes i, per tant, destí habitual de pelegrinatge.

## Història
La presència del cristianisme a Dumno (Delminium per als romans, corresponent a l'actual Tomislavgrad) està documentada des del segle III. El primer bisbe de Salona, sant Venanci, fou també el primer missioner de Dumno; segons alguns martiròlegs, de fet, Venanci era «apud Dalmatas màrtir», que amb "Dalmatas" significava la ciutat de Delminium, que estaria a l'origen del nom de Dalmàcia. Va ser a Dumno on Venanci va patir el martiri.
El cristianisme va sobreviure a Dumno durant la durada de les persecucions. Durant el sínode de Salona el 553, es va erigir la diòcesi de Makarska al territori del qual pertanyia Dumno. A les cartes de Gregori el Gran (març del 591 - finals del 594) s'esmenta un Malchus episcopus dalmaliensis (també anomenat coepiscopus) : la majoria d'historiadors creuen que aquest Malco era en realitat bisbe de Dumno, cosa que determinaria la fundació d'una diòcesi a Dumno cap a finals del segle VI; en canvi, altres autors creuen que era un bisbe que va exercir les funcions de rector del patrimoni apostòlic a tot el territori dàlmata.
Quan els croats van conquerir la regió i gràcies a la tasca de Giovanni di Ravenna i altres arquebisbes de Split es van convertir de l'arianisme al catolicisme, va sorgir la necessitat de crear noves diòcesis, inclosa la de Dumno. Aquest esdeveniment és testimoniat per l'ardiaca Tommaso a la seva Historia Salonitana i es remunta a un període no especificat a partir de mitjans del segle vii. La diòcesi es documenta certament en els actes del sínode de Split el 928: el bisbe Gregori va tenir l'oportunitat de triar una diòcesi on situar la seva seu i entre les opcions també hi havia la Delmiensis ecclesia. Dumno encara s'esmenta als provincials romans del segle xi com a seu d'un bisbe. Finalment, en una carta del papa Celestí III datada el 13 de març de 1192, apareix entre les sufragànies de Split. Per tant, durant el llarg període comprès entre els segles VII i XII, la presència d'una diòcesi a Dumno sembla estar ben documentada: no obstant això, no ens ha arribat el nom de cap bisbe.
Posteriorment, durant un segle (finals del segle xii - finals del segle xiii) la seu ja no és esmentada per cap font. Alguns autors creuen que, per motius no especificats, la diòcesi va ser suprimida, només per restablir-se, certament abans del 1297. A principis del segle xiv coneixem finalment el primer bisbe de Dumno, el cistercenc Ivan de Hoio, que va morir el 1317. A partir d'aquest moment els bisbes es van succeir regularment fins a finals del segle xvii.
El 1465 la ciutat fou conquerida pels turcs, així com tota Bòsnia. La diòcesi, però, va sobreviure a l'ocupació i fins i tot es va expandir: de fet, durant l'episcopat de Vid de Ruscis, la de Makarska també es va annexionar al seu territori. A la segona meitat del segle xvi, el bisbe Daniel Vocacio va rebre l'administració de tot el territori usque in Bosniam et Serviam. Tanmateix, aquest fet és una indicació de com la presència cristiana al territori s'havia reduït notablement i l'antiga seu episcopal es va donar en administració a un sol bisbe.
Entre els bisbes d'aquest període cal recordar especialment: Nikola Zadranin, que va viatjar per Europa a la recerca d'ajuda econòmica i militar contra els invasors turcs, fins i tot organitzant una croada contra ells; Vid de Ruscis, que va mantenir viva la fe cristiana els primers anys de l'ocupació. Després de la seva mort, els bisbes de Dumno, considerant la ciutat insegura, van preferir residir en un altre lloc, sent representats per vicaris generals. No van faltar llargs períodes de vacants, durant els quals la diòcesi va ser assignada com a seu titular a bisbes majoritàriament d'origen espanyol.
A la mort de Mihalj Jahnn (1663), la Santa Seu ja no va nomenar bisbes per Dumno i la diòcesi va ser donada en administració als bisbes de les diòcesis veïnes, en particular als bisbes de Makarska. Després de 1663, la diòcesi es suprimeix de facto.
Una nova pàgina de la història de Dumno comença el 1735, any en què Roma, per millorar i afavorir les condicions dels catòlics de Bòsnia i Hercegovina, va erigir el vicariat apostòlic de Bòsnia cum extensione ad totam Bosniam, Othomaniaco domain subjectam, et praecipue super olim episcopatu Dumnensi. D'aquest vicariat el 1846 es van restar els territoris d'Herzegovina (i part dels territoris de la diòcesi de Dubrovnik), inclòs l'antic Dumno, per formar una nova circumscripció eclesiàstica, el vicariat apostòlic d'Herzegovina.
El 5 de juliol de 1881, el vicariat apostòlic va ser elevat a diòcesi en virtut de la butlla Ex hac augusta del papa Lleó XIII i va prendre el nom de diòcesi de Mostar-Duvno. El títol Dumnensis es va afegir en record de l'antiga seu.
Des del 8 de juliol de 1890, els bisbes de Mostar-Duvno han tingut la diòcesi de Trebigne-Marcana en administració perpètua .
El 1981, cent anys després de l'establiment de la diòcesi, la càtedra del bisbe va ser transferida de l'església dels Sants Pere i Pau a l'actual dedicada a la Santíssima Mare de Déu, Reina del Cel i Mare de l'Església.

## Cronologia episcopal
Bisbes de Delminium o Dumno
- Malchus † (590 - 597 mort)
- Ivan de Hoio, O.Cist. † (1313 - 24 de març de 1317 mort)
- Madije † (abans del 1337 - 1345 renuncià)
- Ivan, O.Cist. † (20 de juny de 1345 - ?)
- Guerino da Zara † (1347 - ?)
- Stjepan[3] † (1355 - 1371)
- Ivan † (vers 1383 - 1394 mort)
- Petar Petra Telikona, O.F.M. † (7 de setembre de 1394 - ?)
- Juraj, O.F.M. † (vers 1406 - 21 d'octubre de 1412 nomenat bisbe de Lesina)
- Juraj † (1412 - 1419 mort)
- Blaž de Navara, O.F.M. † (15 de setembre de 1419 - ?)
- Nikola, O.F.M. † (vers 1426 - 1433)
- Hugo Fornetus † (27 de juliol de 1433 - 1439)
- Jeronim Trogiranin, O.F.M. † (22 d'abril de 1439 - 1459 renuncià)
- Nikola Zadranin, O.F.M. † (2 de gener de 1460 - 1464)
- Vid de Ruscis † (1490 - després del 1495)
  - Sede vacante
  - Tomás de Córdoba, O.Cist. † (26 de gener de 1507 - 1514 mort)[4]
  - Alvaro Salas Sánchez, O.S.A. † (8 d'agost de 1514 - 12 d'octubre de 1520 mort)[4]
  - Andrija Klement de Turrecremata, O.F.M. † (19 de desembre de 1520 - ?)[4]
- Nikola de Berganicio † (14 de juliol de 1536 - 1551 mort)[5]
- Daniel Vocacio, O.F.M. † (2 de desembre de 1551 - vers 1580 renuncià)[6]
- Daniel Vladimirović Neretvanin (?) † (vers 1590)
- Alfons de Requesens i Fenollet, O.F.M. † (30 d'agost de 1610 - 6 d'octubre de 1625 nomenat bisbe de Barbastro-Monzón)
- Vincenzo Zucconi † (30 d'agost de 1627 - ?)
- Marijan Maravić, O.F.M. † (31 de juliol de 1645 - 24 de juliol de 1647 nomenat bisbe de Bosnia)[7]
  - Sede vacante (1647-1655)
- Pavao Posilović, O.F.M. † (25 d'octubre de 1655 - ? mort)
- Mihalj Jahnn, O.F.M. † (14 de gener de 1658 - 1665 mort)

Vicaris apostòlics d'Herzegovina i bisbes de Mostar-Duvno
- Rafael Barišić, O.F.M. † (24 de setembre de 1847 - 14 d'agost de 1863 mort)
- Anđeo Kraljević, O.F.M. † (7 de desembre de 1864 - 27 de juliol de 1879 mort)
- Paškal Buconjić † (18 de gener de 1880 - 8 de desembre de 1910 mort)
- Alojzije Mišić, O.F.M. † (14 de febrer de 1912 - 26 de març de 1942 mort)
- Petar Čule † (15 d'abril de 1942 - 14 de setembre de 1980 jubilat)
- Pavao Žanić † (14 de setembre de 1980 - 24 de juliol de 1993 jubilat)
- Ratko Perić (24 de juliol de 1993 - 11 de juliol de 2020 jubilat)
- Petar Palić, des de l'11 de juliol de 2020

## Estadístiques
Les diòcesis unides de Mostar-Tomislavgrad i de Trebigne-Marcana a finals del 2016, la diòcesi tenia 197.656 batejats sobre una població de 454.505 persones, equivalent al 43,5% del total.
| any  | població | població | població | sacerdots | sacerdots       | sacerdots       | sacerdots             | diaques | religiosos | religiosos | parroquies |
| ---- | -------- | -------- | -------- | --------- | --------------- | --------------- | --------------------- | ------- | ---------- | ---------- | ---------- |
| any  | batejats | total    | %        | total     | clergat secular | clergat regular | batejats por sacerdot | diaques | homes      | dones      |            |
| 1950 | 180.000  | 300.000  | 60,0     | 76        | 16              | 60              | 2.368                 |         | 60         | 40         | 60         |
| 1970 | 202.376  | 495.000  | 40,9     | 141       | 38              | 103             | 1.435                 |         | 156        | 130        | 66         |
| 1980 | 201.600  | 464.346  | 43,4     | 199       | 53              | 146             | 1.013                 |         | 172        | 164        | 74         |
| 1990 | 208.000  | 502.000  | 41,4     | 189       | 62              | 127             | 1.100                 |         | 164        | 189        | 77         |
| 1999 | 191.998  | 481.445  | 39,9     | 167       | 53              | 114             | 1.149                 | 1       | 145        | 188        | 81         |
| 2000 | 193.908  | 481.445  | 40,3     | 168       | 53              | 115             | 1.154                 | 1       | 134        | 178        | 81         |
| 2001 | 194.344  | 481.445  | 40,4     | 168       | 54              | 114             | 1.156                 | 1       | 134        | 173        | 81         |
| 2002 | 197.872  | 481.445  | 41,1     | 177       | 72              | 105             | 1.117                 |         | 124        | 184        | 81         |
| 2003 | 203.805  | 481.448  | 42,3     | 163       | 53              | 110             | 1.250                 | 1       | 133        | 171        | 81         |
| 2004 | 208.226  | 481.445  | 43,3     | 229       | 103             | 126             | 909                   | 1       | 146        | 171        | 81         |
| 2013 | 211.600  | 481.400  | 44,0     | 186       | 72              | 114             | 1.137                 |         | 142        | 199        | 82         |
| 2016 | 197.656  | 454.505  | 43,5     | 188       | 73              | 115             | 1.051                 |         | 162        | 194        | 82         |